# Bulbophyllum anaclastum
Bulbophyllum anaclastum là một loài phong lan thuộc chi Bulbophyllum.